# Rutenio nativo
Il rutenio nativo è un minerale composto da rutenio, iridio e osmio. La definizione dell'Associazione Mineralogica Internazionale classifica dal 1991 con questo nome le leghe di Ru, Ir e Os cristallizzate secondo il sistema esagonale che contengono rutenio come elemento più abbondante.

## Morfologia
Il rutenio nativo si trova in cristalli tabulari e lamine.

## Origine e giacitura
Il rutenio nativo si rinviene nei depositi alluvionali di rocce ultrabasiche e come inclusione della rutheniridosmine e del platino.